# Solaris Vacanza
Solaris Vacanza je dálkový autobus, který vyráběla v letech 2001 až 2010 polská společnost Solaris Bus & Coach. Autobus se vyráběl ve dvou délkových variantách, Solaris Vacanza 12 a Solaris Vacanza 13. V roce 2010 jej nahradil model InterUrbino.

## Historie
Solaris Vacanza 12 byl představen na veletrhu Busworld Kortrijk v Belgii v říjnu 2001 a na polské premiéře během veletrhu Fair Tour Salon v Poznani.
Vacanza 13 měla světovou premiéru na veletrhu Busworld Kortrijk v roce 2003.